# Allotria elonympha
Allotria elonympha là một loài bướm đêm trong họ Erebidae.

## Hình ảnh